# Paronychia rouyana
Paronychia rouyana là loài thực vật có hoa thuộc họ Cẩm chướng. Loài này được Coincy mô tả khoa học đầu tiên năm 1894.